# Cyrtopodion medogense
Cyrtopodion medogense är en ödleart som beskrevs av  Zhao och LI 1987. Cyrtopodion medogense ingår i släktet Cyrtopodion och familjen geckoödlor. Inga underarter finns listade i Catalogue of Life.